# Ameerega braccata
Ameerega braccata – gatunek płaza bezogonowego z rodziny drzewołazowatych (Dendrobatidae).

## Występowanie
Brazylia. Lokalizacja typowa to Chapada dos Guimarães, Mato Grosso, oprócz niej zamieszkuje jeszcze 2 pobliskie miejsca oraz kolejne stanowiska w stanach Mato Grosso do Sul i Goiás. Jego zasięg obejmuje 2 parki narodowe: Parque Nacional da Chapada dos Guimarães i Parque Nacional do Pantanal. Prawdopodobnie słabo radzi sobie w środowiskach zdegradowanych przez człowieka.

## Rozmnażanie
Jaja składane na lądzie. Samiec transportuje kijanki do niewielkiego strumienia.